# وزارة إعداد التراب الوطني والتعمير والإسكان وسياسة المدينة (المغرب)
وزارة إعداد التراب الوطني والتعمير والإسكان وسياسة المدينة هي وزارة مغربية مكلفة بإعداد وتنفيذ سياسة الحكومة في ميدان السّكنى وسياسة المدينة حيث تتولى مسؤولية إنعاش وتشجيع السكن الاجتماعي وتنشيط ميدان الإنعاش العقاري إضافة إلى وضع الأسس المرجعية لسياسة المدينة والعمل على تعبئة العقار العمومي استجابةً لمتطلبات التمدن السريع وانعكاساته على التطور الحضري. تأسست الوزارة في 7 ديسمبر 1955 تحت اسم وزارة التهيئة العمرانية والسكنى وذلك خلال تعيين أول حكومة مغربية بعد الاستقلال.

## الهيكل التنظيمي
تشتمل وزارة السكنى وسياسة المدينة بالإضافة إلى ديوان الوزير على إدارة مركزية ومصالح غير ممركزة.
تتألف الإدارة المركزية من:
- الكتابة العامة
- المفتشية العامة
- مديرية سياسة المدينة
- مديرية الإنعاش العقاري
- مديرية السكنى
- مديرية الجودة والشؤون التقنية
- مديرية الموارد البشرية والوسائل العامة
- مديرية التواصل والتعاون ونظم الإعلام
- مديرية الشؤون القانونية

## قائمة الوزراء
| الوزير                             | الوزير | الوزير                  | الحزب | الحزب                            | تواريخ العهدة  | تواريخ العهدة  |
| ---------------------------------- | ------ | ----------------------- | ----- | -------------------------------- | -------------- | -------------- |
| 1                                  |        | محمد بن بوشعيب          |       | —                                | 7 ديسمبر 1955  | 25 أكتوبر 1956 |
| تم إلغاء الوزارة منذ 1956 إلى 1972 |        |                         |       |                                  |                |                |
| 3                                  |        | حسن الزموري             |       | —                                | 12 أبريل 1972  | 10 أكتوبر 1977 |
| 4                                  |        | عباس الفاسي             |       | حزب الاستقلال                    | 10 أكتوبر 1977 | 5 أكتوبر 1981  |
| 5                                  |        | مفضل لحلو               |       | —                                | 5 نوفمبر 1981  | 11 أبريل 1985  |
| 6                                  |        | عبد الرحمان بوفتاس      |       | حزب الاستقلال                    | 11 أبريل 1985  | 9 نوفمبر 1993  |
| 7                                  |        | إدريس التولالي          |       | —                                | 11 نوفمبر 1993 | 31 يناير 1995  |
| 8                                  |        | سعيد الفاسي             |       | —                                | 27 فبراير 1995 | 13 أغسطس 1997  |
| 9                                  |        | مراد الشريف             |       | —                                | 13 أغسطس 1997  | مارس 1998      |
| 10                                 |        | محمد اليازغي            |       | الإتحاد الإشتراكي للقوات الشعبية | مارس 1998      | 9 سبتمبر 2007  |
| 11                                 |        | أحمد توفيق حجيرة        |       | حزب الاستقلال                    | 19 سبتمبر 2007 | 3 يناير 2012   |
| 12                                 |        | نبيل بنعبد الله         |       | حزب التقدم والاشتراكية           | 3 يناير 2012   | 24 أكتوبر 2017 |
| 13                                 |        | عبد الأحد الفاسي الفهري |       | حزب التقدم والاشتراكية           | 22 يناير 2018  | 9 أكتوبر 2019  |
| 14                                 |        | نزهة بوشارب             |       | حزب الحركة الشعبية               | 9 أكتوبر 2019  | 7 أكتوبر 2021  |
| 15                                 |        | فاطمة الزهراء المنصوري  |       | حزب الأصالة والمعاصرة            | 7 أكتوبر 2021  | الأن           |